# Швейцар Портер
Швейцар Портер (англ. The Pullman Porter) — американська короткометражна кінокомедія Роско Арбакла 1919 року.

## У ролях
- Роско ’Товстун’ Арбакл
- Аль Ст. Джон